# 계룡선녀전 (드라마)
《계룡선녀전》은 2018년 11월 5일부터 2018년 12월 25일까지 tvN에서 방영된 tvN 월화 드라마이다. 동명의 웹툰이 원작이다.

## 기획 의도
전래동화 '선녀와 나무꾼' 비하인드가 궁금해? 699년 동안 계룡산에서 나무꾼의 환생을 기다리며 바리스타가 된 선녀 선옥남이 '정이현과 김금' 두 남자를 우연히 만나면서 벌어지는 이야기를 그린 드라마

## 등장 인물

### 주요 인물
- 문채원, 고두심 : 선옥남 역 (아역 : 서은솔) - 바리스타
- 윤현민 : 정이현 역 (아역 정지훈) - 이원대학교 최연소 부교수
- 서지훈 : 김금 역 (아역 홍동영, 지원호) - 자연의 모든 생물과 대화를 할 수 있는 능력자. 선옥남의 남편
- 전수진 : 이함숙 역 - 이원대학교 교수. 정이현을 짝사랑함

### 선옥남의 주변 인물
- 강미나 : 점순이 역 (아역 고도연) - 선옥남과 나무꾼(김금)의 딸, 인간과 고양이의 모습
- 정경호 : 점돌이 역 (특별출연, 아역 권오건) - 선옥남과 나무꾼(김금)의 아들

### 주신 & 신선 3인방
- 안영미 : 조봉대 역 - 터주신, 이원대학교 앞 커피트럭 운영
- 안길강 : 구선생 역 - 겉으로 보면 은발의 멋쟁이 충청도 신사지만 사실 소심하기 이를 데 없는 나이든 비둘기
- 고건한 : 박신선 역 - 나이를 가늠할 수 없는 외모에 멀리서 봐도 촌사람 같은 차림이지만 예전엔 넘사벽 아이돌급 신선이었다고 주장하는 신선 같지 않은 신선
- 황영희 : 오선녀 역 - 말만 들어보면 세상에서 제일 잘났다. 자기 혼자 제일 똑똑해서 주위의 충청도 시골 남자들이 속 터져 죽겠는 늙은 선녀

### 이원대학교 사람들 및 주변 인물
- 유정우 : 엄경술 역 - 영화감독 지망생
- 유아름 : 안정민 역 - 김금의 동기
- 안승균 : 오경식 역 - 김금의 실험실 막내
- 염동헌 : 박교수 역 - 정이현의 학계 라이벌
- 백현주 : 계룡산 마을에 살고 있는 김금의 어머니 역

### 그 외 인물
- 정영주 : 왕초 선녀 역
- 김성현 : 엄경술 역
- 차연우
- 김대겸
- 강다현
- 금채안
- 박승태 : 김금의 고향 동네 할머니 역
- 손희순
- 한다희
- 김빛나리
- 소희정 : 정이현의 어머니 역
- 박은혜
- 박상현
- 손영순 : 귀신 역
- 명석근
- 김영주
- 안성건
- 서지연
- 이수련
- 최나무 : 이보영 역
- 이효린
- 정지훈
- 이경준
- 유인수
- 박준수
- 김수복
- 김용환
- 박은별
- 지성근 : 계룡역 승무원 역
- 임동민
- 손동화 : 남조교 역
- 이준성
- 이수연
- 송영주
- 정희영
- 정완희
- 정종우
- 윤부진
- 채종규
- 홍예지
- 김하늘
- 이용녀
- 강승완 : 오선녀 남편 역
- 황성호
- 정준환
- 신경선
- 김서준
- 허유주
- 오세은
- 김에스더
- 김동규
- 은서라
- 안채희
- 송글송글
- 이상옥
- 금광산
- 함건수
- Anggahan Nassier
- 조용우
- 유지영
- 임예은
- 이승아
- 김태훈
- 김미혜
- 유지용
- 최정남
- 이수민
- 한아름
- 서이수 : 솜사탕 아이 역
- 오경식
- 장민국
- 우성민
- 김지완
- 엄태옥
- 정강희
- 이수용
- 박귀순 : 스님 역
- 이효린 : 이지 역
- 전은미

### 특별출연
- 윤소이 : 거문성 선녀 이지 역
- 임하룡 : 북두성군 역
- 송영재 : 옷가게 주인 역
- 한현민 : 커피 신선 칼디 역
- 이도연 : 도토리죽 거지 역
- 김선아 : 나비머리선충 목소리 역
- 에릭 : 개구리 목소리 역
- 정경호
- 정상훈
- 정유미 : 연꽃 목소리 역

## 시청률
최저 시청률과 최고 시청률은 시청률 조사회사와 지역별로 시청률에 차이가 있을 수 있습니다.
| 2018년      | 2018년      | 2018년     | 2018년      |
| 회차        | 방송일      | AGB 시청률 | TNmS 시청률 |
| ----------- | ----------- | ---------- | ----------- |
| 제1회       | 11월 5일    | 5.628%     | 5.9%        |
| 제2회       | 11월 6일    | 4.992%     | 4.7%        |
| 제3회       | 11월 12일   | 3.140%     | 3.6%        |
| 제4회       | 11월 13일   | 4.157%     | 3.8%        |
| 제5회       | 11월 19일   | 3.371%     | 3.1%        |
| 제6회       | 11월 20일   | 3.579%     | 3.4%        |
| 제7회       | 11월 26일   | 3.300%     | 3.8%        |
| 제8회       | 11월 27일   | 3.481%     | 3.8%        |
| 제9회       | 12월 3일    | 3.576%     | 3.3%        |
| 제10회      | 12월 4일    | 3.889%     | %           |
| 제11회      | 12월 10일   | 3.004%     | %           |
| 제12회      | 12월 11일   | 3.330%     | 2.7%        |
| 제13회      | 12월 17일   | 3.683%     | 2.8%        |
| 제14회      | 12월 18일   | 3.862%     | %           |
| 제15회      | 12월 24일   | 3.698%     | %           |
| 제16회      | 12월 25일   | 3.787%     | %           |
| 평균 시청률 | 평균 시청률 | 3.780%     |             |

## 동시간대 드라마
- JTBC 월화드라마

《뷰티 인사이드》 (2018년 10월 1일 ~ 2018년 11월 20일)
《일단 뜨겁게 청소하라》 (2018년 11월 26일 ~ 2019년 2월 4일)

## 같이 보기
- 대한민국의 텔레비전 드라마 목록 (ㄱ)
- 2018년 대한민국의 텔레비전 드라마 목록
- 웹툰을 원작으로 삼은 드라마 목록